# حور كبير الأسنان
حور كبير الأسنان (الاسم العلمي:Populus grandidentata) هي نوع نباتي يتبع جنس الحور من الفصيلة الصفصافية.  